# 欧洲压水反应堆

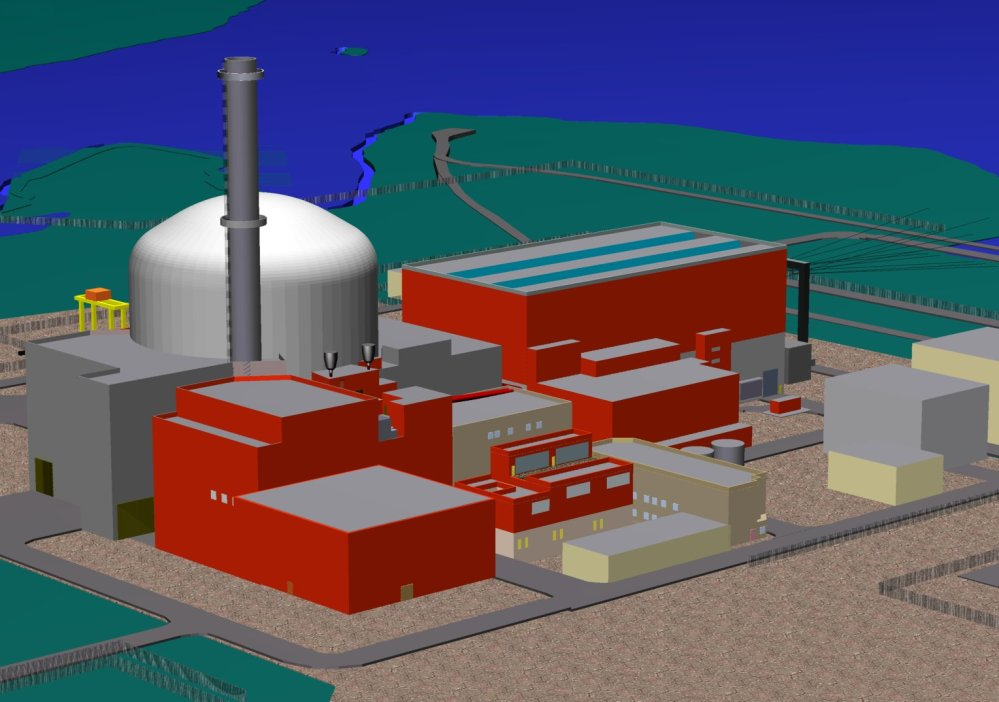
电脑生成EPR发电厂的视图。

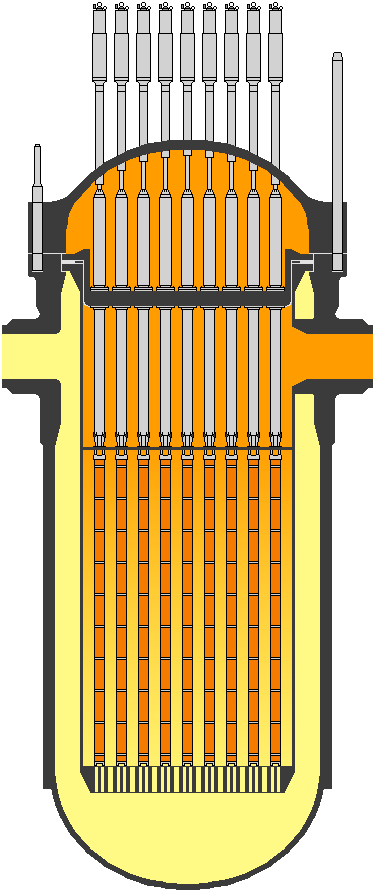
EPR反应堆压力容器

欧洲压水反应堆（EPR）是一种第三代压水反应堆（PWR）设计。它是被主要由在法国的"法玛通（Framatome）"（2011年至2017年間屬於阿海珐NP）和法国电力公司（EDF）和德国西门子公司 (SIEMENS AG) 设计和开发的。在欧洲，这种反应堆的设计被称为欧洲压水反应堆，以及国际化的名称是进化动力反应堆(Evolutionary Power Reactor)，但是现在被阿海珐集团简单地命名为EPR。
目前有3台EPR的機組建造中、1台開始商業運轉，1部在芬蘭、1部在法國和2部在中國（广东省台山核电站2009與2010年動工）。目前芬蘭與法國建造中的EPR都遭遇了工期延宕的問題，中國台山核電廠的機組最初預定在2014、2015啟動聯網，台山1號機在2018年6月6日已啟動併網發電，2號機預定2019年啟動併網。2016年9月，英国欣克利角核准興建2座EPR，预计将于2025年完成。
法国电力公司（EDF）承认在建设EPR设计方面的重大困难。2015年9月，法国电力公司表示，“新型号”的EPR的设计正在进行中，这将更容易的和更便宜的建造。

## 设计
EPR在國際上定位為第三代反應爐標準，採用壓水反應爐設計，反應爐基礎設計壽命60年，每2年更換一次燃料束。工程師計畫在提高反應爐安全性之餘，提升反應爐的電力輸出功率至1,650MW（热功率4500 MW），增加其商業競爭力。反應爐燃料棒可採用5％浓缩的铀氧化物、再處理鈾或100％混合氧化物核燃料。 
EPR是Framatome N4反應爐（輸出電力功率1,450MW）和西门子发电部门“Konvoi”反應爐（輸出電力功率1,290 - 1,400MW）兩種設計的改良進化型號，工程師設計時希望它較第二代反应堆有高效率表現，EPR較前代反應爐每單位發電量運用的鈾燃料減少17%，因此可以更有效發揮鈾燃料棒的能量。不過西門子的核能工程部門在2011年解散，且西門子公司退出核子工業。

## 奥尔基洛托3号（芬兰）
芬兰奥尔基洛托3号（Olkiluoto 3）电站的建设于2005年8月开始实施。它最初被计划在2009年上线，但该项目已经遭受了许多延误，据阿海珐业务预计将于2018年才能开始运行 。该电站的电力输出功率为1600MW（净）。该建筑施工建造是法国阿海珐和德国西门子公司通过其芬兰运营商TVO的共同子公司Areva NP共同努力。西门子公司于2011年停止了核電業務。初步成本估计约为€37亿欧元，但该项目已经出现了几个严重的成本增量和延迟。
截至2009年5月，该发电站至少延迟工期3年半，和超过预算的50％。阿海珐和电力公司卷入了争论“谁会承担成本超支，而现在电力公司将会违约是真正的风险”。 2009年8月，阿海珐宣布为该项目增加€5.5亿欧元的资金，将电站成本增加到€53亿欧元，并在2009年上半年剔除了中期营运利润。
2009年9月，安全壳结构的圆顶被封顶。采购被完成90％，工程被完成80％，土建被完成73％。
2010年6月，阿海珐宣布进一步拨备€4亿欧元，将成本超支至€27亿欧元。 2012年6月的时间尺度下滑至2012年底，阿海珐在芬兰核电站进行初始成本超支，预计将于2013年启动。 2011年12月，TVO宣布将延期至2014年8月。 截至2012年7月，该电站计划在2015年之前开始发电，计划已经延迟至少6年 。 2012年12月，阿海珐的首席执行官估计成本为€80亿欧元。
2014年9月，阿海珐宣布将于2018年开始运营。 在2017年10月，这个日期被推到2019年初, 和由于测试延误，在2018年6月发电日期又被推到2019年9月。 2018年11月宣布进一步延迟４个月：常规发电将于2020年1月开始。
奥尔基洛托3号于2021年12月首次达到临界状态。 并网发电于2022年3月进行。
奥尔基洛托3号于2023年4月开始正常发电。

## 弗拉芒维尔3号（法国）

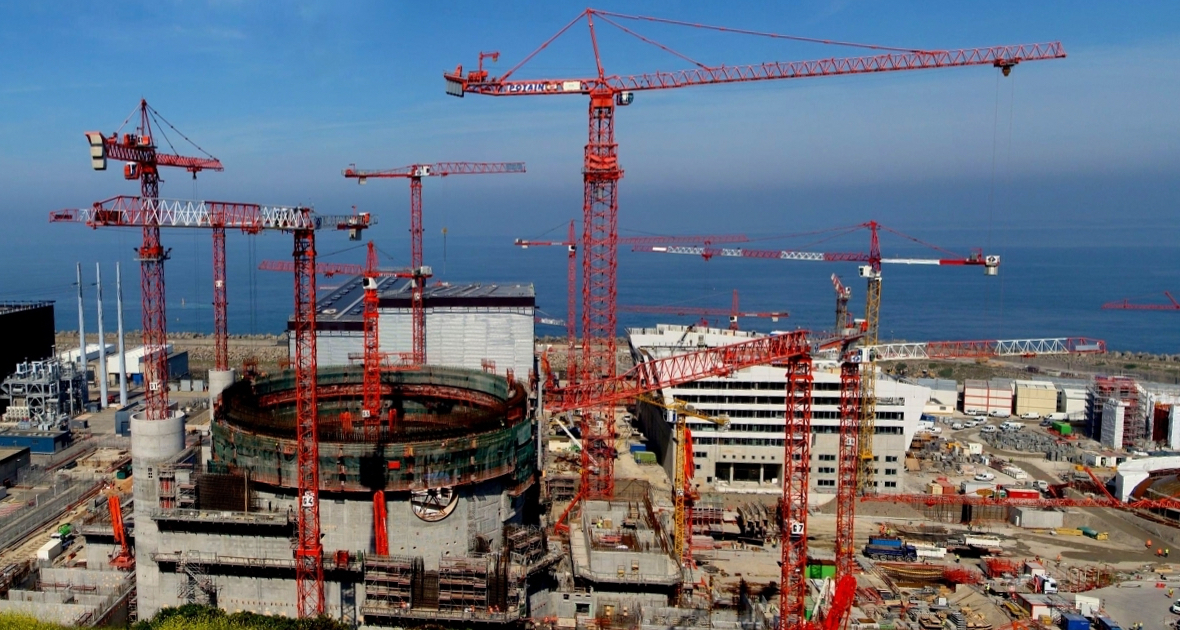
法国电力公司（EDF）已经说弗拉芒维尔核电站3号项目 (2010年照片所见) 将被延迟到2018年。

2007年12月6日，在弗拉芒维尔核电站(Flamanville)为第一个混凝土浇筑了示范性的EPR反应堆。顾名思义，这将是弗拉芒维尔核电站的第三个核反应堆，和正在建造的EPR的第二个反应堆。电力产量将为1630 MW（净），该项目计划涉及法国电力公司约€33亿欧元的资本支出。
从2005年10月19日至2006年2月18日，该项目已提交国家公开辩论。 2006年5月4日，法国电力公司董事会决定继续进行施工。 在2006年6月15日至7月31日期间，该部门接受了公众调查，对该项目给予了“赞成意见”。 在那个夏天，场地准备工作开始了。
2007年12月该单位本身开始建设。 预计建设将持续54个月。
2008年4月，法國原子能安全委員會（Autorité de sûreté nucléaire，缩写：ASN）报告说，二次安全壳钢衬里检查的焊缝中有四分之一与规范不符，并且在混凝土基层发现了裂缝。 法国电力公司表示，在建设初期提出的这些问题正在取得进展;然而，5月21日，法國原子能安全委員會下令暂停混凝土浇筑。 一个月后，法國原子能安全委員會接受了法国电力公司的纠正措施计划，其中包括外部监督检查后恢复了混凝土工作。
2009年5月，Stephen Thomas教授报告说，经过18个月的建设并经过一系列质量控制问题后，该项目“超过预算20％以上，EDF正在着挣扎保持按计划进行。”
2010年8月，监管机构法國原子能安全委員會（ASN）报告了二次密封钢衬垫上的进一步焊接问题。 同一个月，法国电力公司宣布成本增加50％，达到€50亿欧元，并且到2014年，调试延迟了大约2年。
2011年7月，法国电力公司宣布估计成本已上升至€60亿欧元，并且施工完成延迟至2016年
。
2012年12月3日，法国电力公司宣布估计成本已上升至€85亿欧元。
2014年11月，法国电力公司宣布，由于延迟了阿海珐组件的交付，因此完工将延期至2017年。
2015年4月，阿海珐向法国核监管机构ASN通报，反应堆容器钢中发现异常，导致“机械韧性值低于预期值”。 进一步的测试正在进行中。 2015年7月，《每日电讯报》报道，自2006年以来，阿海珐一直意识到这个问题。 2015年6月，ASN发现了冷却系统安全阀的多处故障。
2015年9月，法国电力公司宣布估计成本已上升至€105亿欧元，反应堆启动时间推迟至2018年第4季度。
2016年4月，ASN宣布在反应堆钢中发现了其他薄弱环节，阿海珐和法国电力公司回应称将进行新的测试，但建筑工程将继续进行。
2017年2月，英国《金融时报》称该项目延迟6年，超出预算72亿欧元，而台山核电站EPR反应堆建设的延迟再次促使法国电力公司表示Flamanville 3仍按计划启动, 假设获得监管机构的批准，到2018年底开始运营。 2017年6月，法国监管机构发布了一项临时裁决，Flamanville 3可以安全启动。
焊接质量偏差的发现导致2018年7月的进度计划进一步修订。燃料装载延迟到2019年底（最早在2020年开始定期发电），成本从€105亿欧元增加至109亿欧元。

## 台山1号和2号（中国）

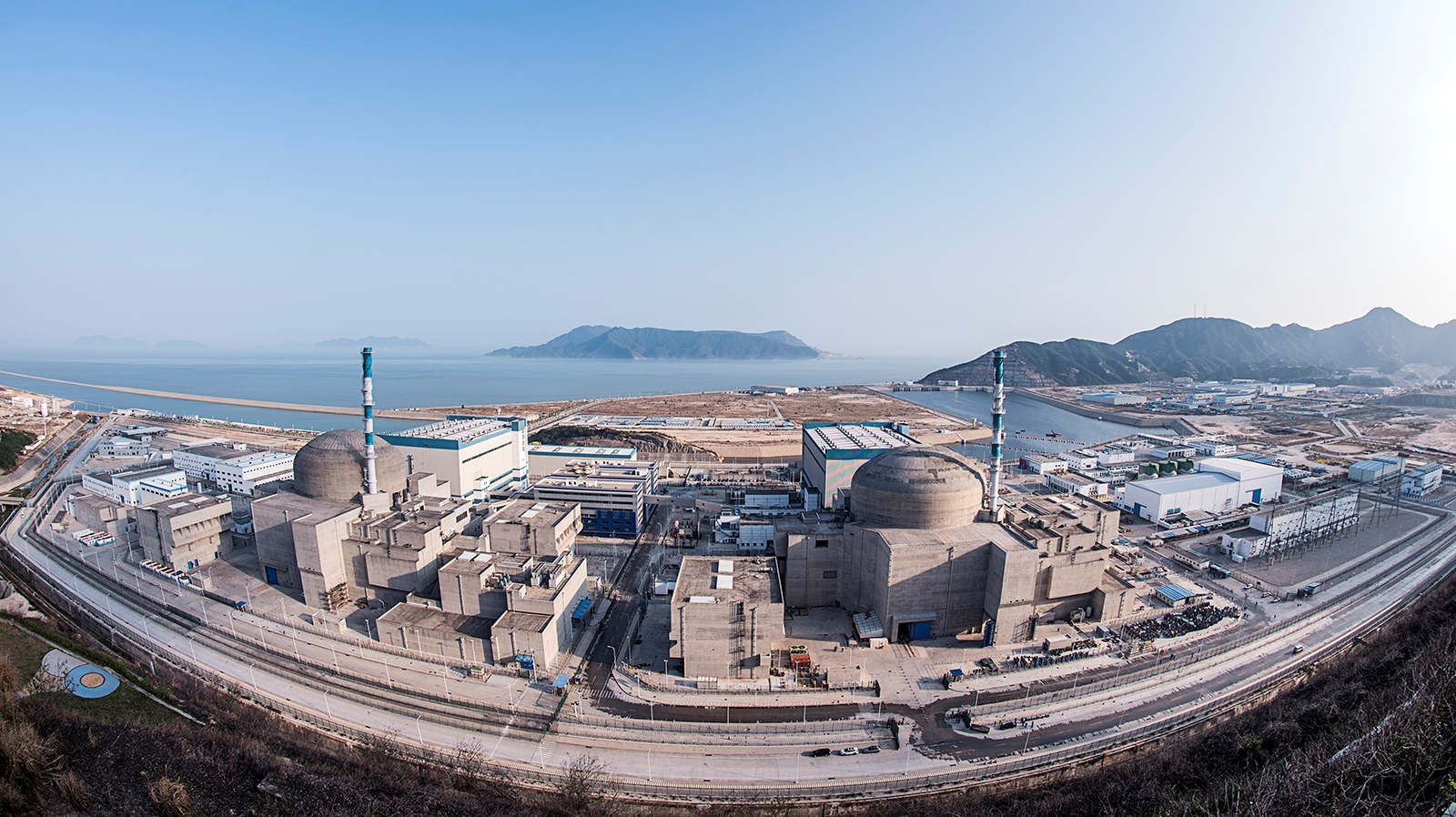
台山核电厂

2006年，阿海珐与东芝拥有的西屋公司（Westinghouse）和俄罗斯原子能出口公司(Atomstroyexport)一起参加了在中国建造四座新核反应堆的首个招标过程。然而，由于阿海珐拒绝将专业知识和知识转移给中国，阿海珐因此失去了对西屋AP1000反应堆的投标。
尽管坚持了以往的条件，阿海珐依然在2007年2月成功获得了一笔交易——两座位于中国南方广东省台山的欧洲压水反应堆价值约为80亿欧元（约合105亿美元）。。承建商和运营商是中国广核集团（CGN）。
台山1号反应堆的建设工作于2009年11月18日正式启动，2号反应堆的建设工作于2010年4月15日正式启动。 然后计划每个单元机组的建设需要46个月，显著比芬兰和法国的前两个欧洲压水反应堆更快速，和更便宜。
1号反应堆的反应堆反應爐壓力槽于2012年6月安装，第二台在2014年11月安装。台山1号压力容器由日本三菱重工业进口，法国阿海珐的蒸汽发生器。 第二个压力容器和相关的蒸汽发生器是由中国的东方电气和上海电气公司制造的。
据报道，2014年的建设延迟了两年，主要原因是关键部件延误和项目管理问题。
于2016年2月在台山1号进行了冷功能测试，预计2017年上半年启动。台山2号计划于当年晚些时候启动。 然而，投产日期已于2017年2月延迟六个月，预计将于2017年下半年和2018年上半年投入商业运营。
2017年12月，香港媒体报道，一个组件在测试过程中破裂，需要更换。2018年1月调试再次重新安排，预计2018年和2019年商业运营。
2018年6月6日，台山1号首次达到臨界状态。2018年6月29日并网发电。2018年12月13日商业运营。 台山核电站二号机组2019年9月7日商业运营。

## 欣克利角C（英国）
EPR与西屋AP1000一起进行了核管理办公室通用设计评估。临时设计验收确认已被推迟，直至福岛第一核电站事故的教训被考虑到。EDF在2009年购买了“英国能源”。EDF计划在4个新的EPR的基础上，与政府达成电价协议。阿海珐已经与罗尔斯·罗伊斯股份有限公司签署了战略合作伙伴关系，以支持EPR的建设。2013年3月19日，欣克利角C核电站的规划同意已经被给出，但是与英国政府就电价和与私人投资者进行项目融资的困难谈判仍有待完成。
于2013年10月21日，法国电力公司宣布就欣克利角C厂址兴建的核电站达成协议。英国政府就投资合约的主要商业条款达成一致。 最终的投资决定取决于完成其余关键步骤，包括欧洲联盟委员会的协议。
2016年7月28日，在一名董事会成员辞职后，法国电力公司董事会批准了该项目。 然而，第一次文翠珊內閣新政府新任商务，能源和工业战略大臣格雷格·克拉克随后宣布政府不会按照预期在未来几天签署合同，但将合同延迟到秋季"仔细考虑这个项目的所有组成部分"。 最终政府批准于2016年9月。
2017年7月，经过内部审查，法国电力公司宣布了对该计划的修订估算，其中包括至少£1.5亿英镑的额外费用和最多15个月的额外计划，导致最新的总成本估算为£196-203亿英镑（€220-228亿欧元）。

## 未来可能的发电站

### 印度
2009年2月，印度核电公司（NPCIL）与阿海珐签署了一份谅解备忘录，在马哈拉施特拉邦的Jaitapur建立了两座1650 WM的反应堆。随后于2010年12月签署了框架协议。
2016年1月，在法国总统弗朗索瓦·奥朗德对印度进行国事访问期间，印度总理纳伦德拉·莫迪发表了联合声明。根据声明，两位领导人“已商定合作路线图，以加快2016年Jaitapur项目的讨论。他们的共同目标是在2017年初开始实施该项目。”。
2018年3月10日，EDF与NPCIL签署了工业路向协议(Industrial Way Forward Agreement)，目标是在今年晚些时候进行招标。
NPCIL有望在Jaitapur工厂建造高达9900兆瓦的电力，相当于6个EPR。

### 英国
位于英国Sizewell的两个EPR单位正处于规划的早期阶段。如果项目继续进行，预计电力生产最早将于2031年开始。

### 法国
2019年，EDF计划选择一个安装一对EPR反应堆的场地。 Penly和葛芙兰是候选场地之一。

## 参看
- 核电站经济学（英语：Economics of new nuclear power plants）
- 各国核能利用情况